# Дор Тургеман
Дор Давид Тургеман (або Турджеман, івр. דור דויד תורג'מן; 24 жовтня 2003, Ашдод) — ізраїльський футболіст, що грає на позиці нападника або вінгера за клуб ізраїльської Прем'єр-ліги «Маккабі» Тель-Авів та національну збірну Ізраїлю.

## Раннє життя
Тургеман народився і виріс в Ашдоді, Ізраїль, в ізраїльській родині сефардського (марокко-єврейського) походження. Його батько — Габі Тургеман. Він відвідував державну релігійну (мамлахті даті) середню школу Аміт в Ашдоді.
Почав грати за дитячу команду «Ашдод»> у своєму рідному місті. У 2018 році перейшов до ізраїльського клубу «Маккабі» Тель-Авів.

## Клубна кар'єра

### Маккабі Тель-Авів
22 серпня 2020 року Тургеман дебютував у складі «Маккабі» (Тель-Авів) у матчі проти «Бней Сахнін» (2–0) на турнірі «Кубок Тото» (Лігат Ха-Аль).

#### Оренда в Бейтар Тель-Авів Бат-Ям
Влітку 2021 року Тургеман відправився в оренду до ізраїльського клубу Ліги Леуміт «Бейтар Тель-Авів Бат Ям». 1 листопада 2021 року він забив свій дебютний гол у кар'єрі в програному матчі 4–2 проти «Маккабі Ахі Назарет».

#### Повернення до Маккабі Тель-Авів
Після закінчення сезону Тургеман повернувся в «Маккабі» (Тель-Авів). 1 березня 2023 року він забив свій дебютний гол за «Маккабі» у матчі проти «Маккабі» (Петах-Тіква) (2–1).

## Кар'єра у збірній
Колишній член національної збірної Ізраїлю до 19 років, який успішно брав участь у чемпіонаті Європи 2022 року серед молодіжних юнаків, де Ізраїль посів 2 місце. Він також виступав за збірну Ізраїлю до 20 років та збірну Ізраїлю до 21 року.
Під час Чемпіонату світу з футболу U-20 2023 року Тургеман забив гол із сольного проходу в додатковий час, який приніс його країні перемогу над Бразилією з рахунком 3–2 і вихід до півфіналу в їхній першій в історії участі в змаганнях.

## Титули і досягнення
- Володар Кубка Тото (1):

«Маккабі» (Тель-Авів): 2024–25
- Чемпіон Ізраїлю (1):

«Маккабі» (Тель-Авів): 2024–25
Збірна Ізраїлю
- Фіналіст чемпіонат Європи (U-19): 2022
- Бронзовий призер молодіжного чемпіонату світу (U-21): 2023